# دونگ جیونگ
دونگ جیونگ (انگلیسی: Dong Jiong؛ زادهٔ ۲۰ اوت ۱۹۷۳) بدمینتون‌باز اهل چین است.